# Rakówek (Dubeninki)
Rakówek (deutsch Rakowken, 1938 bis 1945 Stoltznersdorf, nach 1945 bis vor 2005  „Rakówko“ genannt) ist ein Dorf in der polnischen Woiwodschaft Ermland-Masuren. Es liegt im Kreis Gołdap (Goldap) in der Landgemeinde Dubeninki (Dubeningken, 1938 bis 1945 Dubeningen).

## Geographie
Rakówek liegt am Südrand der Rominter Heide (polnisch: Puszcza Romincka) östlich der Kreisstadt Gołdap (Goldap) und südlich des Jezioro Rakówek, der vor 1945 Rakowkener See bzw. Stoltznersdorfer See hieß.

## Geschichte
Das einstige mit einem großen Park versehene Gutsdorf, das vor 1565 Reckanwischken, vor 1590 Rokauen, vor 1785 Rekawischken, nach 1785 Rekowken und bis 1938 Rakowken hieß, wurde 1874 in den neu errichteten Amtsbezirk Gehlweiden (polnisch Galwiecie) eingegliedert. Dieser gehörte bis 1945 zum Kreis Goldap im Regierungsbezirk Gumbinnen der preußischen Provinz Ostpreußen.
In Rakoweken waren im Jahre 1910 103 Einwohner gemeldet. Am 31. Oktober 1928 gab das Dorf seine Eigenständigkeit auf und schloss sich mit dem Gutsbezirk Gehlweiden zur neuen Landgemeinde Gehlweiden zusammen. Am 3. Juni (amtlich bestätigt am 16. Juli) des Jahres 1938 erhielt Rakowken die Umbenennung in „Stoltznersdorf“.
In Kriegsfolge wurde die Ortschaft 1945 mit dem südlichen Ostpreußen der Volksrepublik Polen zugeordnet und erhielt die Ortsbezeichnung Rakówko. Heute gehört das Dorf unter dem Namen „Rakówek“ zur Gmina Dubeninki im Powiat Gołdapski der Woiwodschaft Ermland-Masuren.

## Kirche
Die mehrheitlich evangelische Bevölkerung Rakowkens bzw. Stoltznersdorfs war vor 1945 in das Kirchspiel Goldap eingepfarrt, das dem Kirchenkreis Goldap in der Kirchenprovinz Ostpreußen der Kirche der Altpreußischen Union zugeordnet war. Die zahlenmäßig wenigen Katholiken waren der Pfarrei ebenfalls in Goldap im Bistum Ermland zugehörig.
Die Einwohner Rakóweks sind heute größtenteils römisch-katholischer Konfession. Für sie besteht weiterhin die kirchliche Beziehung nach Gołdap, wo die einstige protestantische Kirche nun Pfarrkirche der Katholischen Kirche in Polen ist. Für die wenigen evangelischen Kirchenglieder ist die jetzige Gołdaper Kirche, eine Filialkirche der Pfarrei in Suwałki (Suwalken) in der Diözese Masuren der Evangelisch-Augsburgischen Kirche in Polen, der Gottesdienstort.

## Verkehr
Rakówek liegt neun Kilometer östlich von Gołdap an der Woiwodschaftsstraße 651. Zwischen 1923 und 1945 war das Dorf Bahnstation an der auch „Kaiserbahn“ genannten Bahnstrecke Goldap–Szittkehmen, die in Folge des Krieges nur noch zeitweise und zuletzt gar nicht mehr in Betrieb genommen wurde. Lediglich der Trassenverlauf ist heute noch erkennbar. 